# Unieux
Unieux este o comună în departamentul Loire din sud-estul Franței. În 2009 avea o populație de 8.600 de locuitori.

## Evoluția populației
| An        | 1975  | 1982  | 1990  | 1999  | 2006  | 2009  |
| --------- | ----- | ----- | ----- | ----- | ----- | ----- |
| Populație | 9.092 | 8.265 | 8.064 | 8.339 | 8.467 | 8.600 |